# Melitta Brunner
Melitta Kreckow Brunner, född 28 januari 1907 i Wien, död 26 maj 2003 i Philadelphia, var en österrikisk konståkare.
Brunner blev olympisk bronsmedaljör i konståkning vid vinterspelen 1928 i Sankt Moritz.